# جرعة معدية
الجُرعة المُعدية (بالإنجليزية: infective dose)‏ (اختصارًا ID) هي مقدار مسبب المرض (يُقاس بعدد الميكروبات) اللازم لإحداث العدوى في المضيف. عادةً ما تختلف الجُرعة المُعدية طبقًا لعامل مسبب المرض وعمر المُصاب والصحة العامة.
من الأمثلة على الجُرعات المُعدية لبعض الميكروبات المعروفة:
- الإشريكية القولونية: كبيرة جدًا (106 - 108 من الميكروبات)
- السالمونيلا: كبيرة إلى حد ما ( > 105 من الميكروبات)
- الكوليرا: كبيرة نسبيًا (104 - 106 من الميكروبات)
- العصوية الجمرية: كبيرة نسبيًا (104 من الأبواغ)
- العَطيفَةُ الصَّائِمِيَّة: منخفضة (500 ميكروب)
- الفرنسيسيلَّةُ التُّولاَرِيَّة: منخفضة جدًا (10-50 ميكروبًا)
- الشيغيلا: منخفضة جدًا (عشرات من الميكروبات)
- خفية الأبواغ الصغيرة: منخفضة جدًا (10 إلى 30 من بيض التوكسوبلازما)
- الإشريكية القولونية O157: الإشريكية القولونية السامة : منخفضة جدًا (> 10 ميكروبات)
- المتحولة القولونية: منخفضة للغاية (من 1 كيسة)